# Another Job for the Undertaker
Another Job for the Undertaker je americký němý film z roku 1901. Režisérem je Edwin S. Porter (1870–1941). Film trvá zhruba dvě minuty a premiéru měl 15. května 1901.
Reuben či Rube byla na přelomu 19. a 20. století populární komická postava ztvárňující stereotyp venkovského nemehla, které nerozumí modernitě. Tato postava se objevila v dalších filmech, produkovaných společností Edison Studios, včetně snímků Rube's Visit to the Studio, Rubes in the Theatre nebo Rube and Mandy at Coney Island.

## Děj
Film zachycuje hotelovou místnost, ve které je nad plynovou lampou na zdi zavěšený nápis „Nefoukat!“. Do místnosti vstoupí Rube v doprovodu s hotelovým poslíčkem, který udělá kotrmelec a zmizí. Rube se zavře a na zem si položí tašku a deštník. Obě věci vzápětí zmizí stejně jako jeho čepice a kabát. Rube se rozhodne opláchnout si ruce, ale když si je utře o ručník, ručník také náhle zmizí. Rube se posadí a zuje si boty. Boty se začnou samy pohybovat a vezmou roha. Rube se chce znovu posadit, ale židle rovněž zmizí, čímž Rube spadne na zem. Když se postaví, zjistí, že má na sobě noční košili. Poté se podívá na nápis na zdi a oheň v plynovové lampě sfoukne, čímž se během spánku udusí k smrti. Na závěr je vidět pohřební průvod v čele s pohřebním vozem, ve kterém je Rube, následovaným kočáry jeho venkovských přátel.